# Безлюдовка
Безлю́довка (укр. Безлюдівка) — посёлок, Безлюдовская поселковая громада, Харьковский район, Харьковская область, Украина.
Является административным центром Безлюдовского поселкового совета, в который не входят другие населённые пункты.

## География

### Расположение поселка
Посёлок Безлюдовка находится на левом берегу реки Уды (бассейн Северского Донца) и на обоих берегах речки Студенок.
На севере примыкает к южной границе города Харькова, 
в 3 км на северо-запад расположен харьковский исторический район Жихор;
в 4 км на юг расположен поселок Васищево,
в 1 км на юго-запад — село Хорошево.

### Урочища
В глубине территории поселка есть урочище Вуловка, где существуют залежи торфа.  На юго-западе от поселка, а именно на берегу реки Уды, есть урочище Синичино, где когда-то был хутор Покровский.  На западе Безлюдовки, возле остановки "Удянская", есть Панское урочище.  На востоке поселка, а именно в поле, есть такие урочища: Дацевых Могил, Мильгуново Болото, Каташево Болото.  В пойме реки Уда между Хорошевым и Безлюдовкой расположено урочище Кривая Лука, упоминаемое еще в источниках XVII века.

### Леса Безлюдовки
Северо-западнее Безлюдовки расположен сосновый Ващенков Бор. На западе Безлюдовки, в районе железнодорожной остановки "Удянская", есть сосновый Панский Бор, а также роща "Ольховой Рог", известная еще с XVII века. А на юге поселка есть огромный сосновый Безлюдовский Бор и небольшой дубовый Барвенков Гай.

### Водоемы
В посёлке расположено несколько больших песчаных карьеров, заполненных водой, в частности: Подборовское озеро, Нагорьевское озеро и озеро Коваленки. Также через посёлок протекают несколько рек: р. Уды, р. Студенок, р. Броды (к северу от Подборовки; впадает в озеро Новый Лиман), Черкасский ручей (в нач. ул. Огородней), р. Бабаи (к северу от Панского бора); а в 5 км к северу от посёлка протекает река Жихорец.

## Происхождение названия
Топоним "Безлюдовка" — название-прилагательное, показывающее, как выглядело это поселение первоначально — разрушенные дома.
Всё произошло из-за следующего. Когда-то здесь была часть села Бабаи, где располагаться поместья россиян из сословия "боярских детей". Но во время антимосковского восстания в августе 1668 года сюда пришло объединённое войско казаков (верных Дорошенку) и татар во главе с Мустафой Мурзой, которое напало и сожгло и эти дома, и соседние поселения. Именно так и возникло "безлюдье" — разрушенная и опустошённая местность, на которой в 1670-х начали селиться казаки и основали новую слободу.

## Время основания
Долгое время считалось, что Безлюдовка впервые упоминается в 1680-х годах. Также бывали публикации о полностью вымышленной дате основания в 1660 году. Но в 2024 году было опубликовано научную статью, в которой было отображено документ 1677 года, где упоминается Безлюдовка и явно видно, что тогда населенный пункт был на стадии заселения. Там же было установлено, что село возникло между 1673-1677 угодами, и его название походит от "безлюдья", возникшего из-за восстания 1668 года. А до того на месте Безлюдовки была часть села Бабаи, которая была сожжена в хоже того восстания. 
Поэтому теперь свои юбилеи поселок отмечает от 1677 года.

## История
На территории посёлка в урочищах Ващенков Бор и Коваленки обнаружены 9 поселений эпохи бронзы, 2 поселения скифского времени, 2 поселения салтовской культуры.
Поселение основали и населили казаки-черкасы.
Село являлось административным центром Безлюдовской волости Харьковского уезда Харьковской губернии Российской империи.
В 1861 году был построен Покровский храм.
Советская власть установлена в декабре 1917 года.
С июня по декабрь 1919 года Безлюдовка была под властью Белой армии под командованием Деникина и входила в состав Харьковскую область ВСЮР.
В 1920 году в Безлюдовке образован комитет незаможников (незаможных селян), а в 1923 — организована сельскохозяйственная артель «Огородник» (с 1931 года — имени Петровского). В 1932 году созданы еще два колхоза — им. Второй пятилетки и им. Будённого.
Село пострадало от голода 1932—1933 годов.
Первая комсомольская организация создана в 1921 году, а первая партийная организация создана в 1936 году.
В 1920-1930-х годах Покровский храм был канонично православным и принадлежал Харьковской и Ахтырской епархии РПЦ; священником в 1932 году был Григоревич, Михаил Евгеньевич, 1872 г. рождения, диаконом Иванов, Дмитрий Григорьевич, 1870 г.р.
19 октября 1938 года село Безлюдовка отнесено к категории посёлков городского типа.
Существует предположение, что массовое захоронение жертв катынской трагедии может находиться в Безлюдовке.
В 1930-х годах было проложено шоссе Харьков-Змиёв в объезд Безлюдовки, которое позже пришло в упадок.
В передвоенное время в посёлке было 1129 дворов, церковь, шесть ветряных мельниц и сельсовет.
В годы Второй мировой войны 988 жителей посёлка воевали на фронтах на стороне армии СССР; из них погибли минимум 124 воина; 798 из них были награждены орденами и медалями СССР. Двое жителей Безлюдовка, так же, как И. Я. Подкопай и Р. И. Левицкий, были посмертно удостоены звания Герой Советского Союза. Их именами были названы улицы, школа (именем Подкопая) и пионерские отряды посёлка.
Дата вхождения советских войск на территорию Безлюдовки — 28 августа 1943 года. В посёлке над братскими могилами воинов Советской армии, погибших при освобождении посёлка, установлены два памятника, и один памятник погибшим односельчанам.
В 1966 году население составляло 8200 человек; в посёлке были две школы (средняя и восьмилетняя), 4 библиотеки, Дом культуры и больница.
В начале 1970-х годов крупнейшими предприятиями посёлка являлись имевший 4700 га угодий совхоз «Безлюдовский» овоще-молочного направления (созданный в 1964 году) и находившийся рядом песчаный карьер.
В 1976 году население составило 9650 человек.
В 1983 году писатель Юрий Герасименко написал о Безлюдовке повесть «Лесное озеро».
Согласно переписи населения в январе 1989 года численность населения составляла 10 387 человек.
В годы СССР в городскую черту Харькова возле Безлюдовки были включены:
- железнодорожная платформа Безлюдовка[14][27],
- многочисленные отстойники;[14]
- промзона;[14].

В мае 1995 года Кабинет министров Украины утвердил решение о приватизации находившегося здесь карьероуправления, в июле 1995 года было утверждено решение о приватизации специализированного АТП-2002 и совхоза.
На 1 января 2013 года численность населения составляла 9698 человек.
23 июня 2016 года в рамках «закона о декоммунизации» были переименованы следующие улицы, переулки и въезды:
| Старое название              | Новое название                       |
| ---------------------------- | ------------------------------------ |
| улица 8-го съезда Советов    | улица Клубничная                     |
| переулок 8-го съезда Советов | переулок Клубничный                  |
| въезд 8-го съезда Советов    | въезд Клубничный                     |
| улица Советская              | улица Независимости («Незалежности») |
| переулок Советский           | переулок Независимости               |
| въезд Советский              | въезд Независимости                  |
| переулок Островского         | переулок Селянский                   |
| переулок Пролетарский        | переулок Покровский                  |
| улица 2-й Пятилетки          | улица Юности                         |
| улица Октябрьская            | улица Стадионная                     |
| площадь Октября              | площадь Стадионная                   |
| переулок Октября             | переулок Стадионный                  |
| въезд Октября                | въезд Стадионный                     |
| въезд Петровского            | въезд Овощной                        |
| переулок Петровского         | переулок Овощной                     |

## Экономика
- ОАО «Харьковское карьероуправление».
- АО «Монолит-Инком».
- ЗАО «Автобаза „Харьковводстрой“».
- 2 песчаных карьера.

## Объекты социальной сферы
- Безлюдовский юридический лицей
- Три библиотеки.
- Больница.
- Детский сад.
- Историко-краеведческий музей.
- Супермаркет АТБ.

## Транспорт
В 3 км от посёлка находится железнодорожный о.п. Безлюдовка.
Через пгт проходят две интенсивные железнодорожные магистрали и автомобильная дорога R-78 Харьков-Змиёв.

## Достопримечательности
- Братская могила советских воинов на площади. Похоронены более 250 воинов[26].
- Братская могила советских воинов перед поссоветом. Похоронены более 210 воинов[26].
- Братские могилы советских воинов на кладбище. Похоронены 30 воинов[33]
- Немецкое кладбище под автостоянкой поселкового совета[34].
- Могила Героя Социалистического Труда Калиниченко Елизаветы Денисовны на кладбище.
- Могила жертвы Голодомора 1932—1933 годов на кладбище.

## Языковая ситуация
Родной язык по переписи 2001 года
|            | Украинский | Русский | Белорусский |
| ---------- | ---------- | ------- | ----------- |
| Безлюдовка | 78,29 %    | 20,61 % | 0,19 %      |

## Известные жители
- Хейнц Таксвайлер — немецкий антифашист.
- Подкопай Иван Яковлевич — Герой Советского Союза.
- Левицкий Роман Иванович — Герой Советского Союза.
- Савельева Варвара Федоровна — Герой Социалистического Труда.
- Калиниченко Елизавета Денисовна — Герой Социалистического Труда.
- Сапеляк Степан Евстафьевич — поэт.
- Гусь Анатолий Никитович — Народный артист РСФСР.
- Гайденко Анатолий Павлович — украинский композитор, заслуженный деятель искусств Украины.

## Религия
- Церковь Покрова Пресвятой Богородицы УПЦ МП.
- Храм Святого Воскресения Господнего ПЦУ.
- Община «Святославичи» РУН-веры.
- Зал царства свидетелей Иеговы.
- Церковь евангельских христиан-баптистов.
- Община «Слово жизни» христианской евангельской церкви.

## Галерея
- Братская могила советским воинам (>250 солдат)[26]
- Озеро Коваленки (передний план) и озеро Нагорьевское (задний план)
- Братская могила советским воинам (>210 солдат) перед новым зданием поссовета[26]
- Покровский храм
- Бывшее здание поселкового совета